# Empis pandellei
Empis pandellei är en tvåvingeart som beskrevs av Christophe Daugeron 1999. Empis pandellei ingår i släktet Empis och familjen dansflugor.
Artens utbredningsområde är Frankrike. Inga underarter finns listade i Catalogue of Life.